# Nikolaus Welter

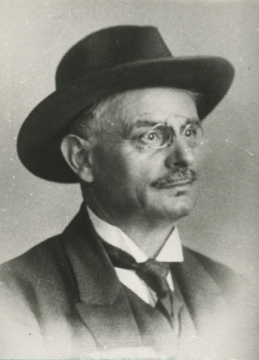
Nikolaus Welter

Nikolaus Welter (auch Nik Welter; * 2. Januar 1871 in Mersch, Luxemburg; † 13. Juli 1951 in Luxemburg) war ein luxemburgischer Schriftsteller, Professor (Literaturwissenschaftler) und Staatsmann.

## Leben
Welter studierte an den Universitäten Löwen, Paris, Bonn und Berlin. Im Anschluss daran ging er in den Schuldienst und wurde Studienrat in Diekirch und später am Athénée de Luxembourg.
Während der Regierungszeit Émile Reuters (Regierung Reuter) war Welter zwischen 1918 und 1921 Unterrichtsminister. Er gehörte keiner Partei an.
Als Autor schrieb Welter Dramen und Lyrik sowie Auftragsarbeiten wie zum Beispiel 1909 seine „Geschichte der französischen Literatur“ im Auftrag der Universität Marburg.

## Wirken
Welter schrieb fast ausschließlich in der deutschen Sprache. Sein Schauspiel „Griselinde“ (1901) diente dem Luxemburger Komponisten Alfred Kowalsky als Libretto für seine Oper gleichen Namens.
Um die Jahrhundertwende galt Welters Interesse nebst Themen aus der luxemburgischen Mythologie und Geschichte vor allem der durch die Schule der Félibrige neu belebten Literatur in der in Frankreich minoritären „langue d'oc“, dem Provenzalischen. Er korrespondierte mit namhaften deutschen Romanisten wie Eduard Koschwitz und August Bertuch und reiste zwei Mal nach Maillane (Département Bouches-du-Rhône) zu Frédéric Mistral (Frederi Mistral), dem „chef de file“ dieser Bewegung. Als einer dieser deutschsprachigen Romanisten war er nicht unbeteiligt an den Bemühungen, die 1904 zur Verleihung des Literatur-Nobel-Preises an Mistral führten. Darüber berichtet Welter auch in seinem Reisebericht „Hohe Sonnentage. Ein Ferienbuch aus Provence und Tunesien“ (1912).

## Ehrungen
- 1937: Joseph-von-Görres-Preis[1]
- 1951: Großoffizier des Ordens der Eichenkrone

## Werke

### Als Autor
Autobiographisches
- Im Dienste. Erinnerungen aus verworrener Zeit. St.-Paulus-Druckerei, Luxemburg 1925.
- Im Werden und Wachsen. Erlebnisse eines Jungen. 4. Aufl. Selbstverlag, Luxemburg 1962 (früherer Titel: Im Werden und Wachen. Aus einer Kindheit).
- Freundschaft und Geleit. Erinnerungen. St.-Paulus-Druckerei, Luxemburg 1936.

Lyrik
- Frühlichter. Gedichte. AVG, München 1903.
- Aus alten Tagen. Gedichte.
- In Staub und Gluten. Neue Gedichte. 2. Aufl. Verlag für Literatur, Kunst und Musik, Leipzig 1909.
- Hochofen. Ein Büchlein Psalmen. Verlag Schroell, Luxemburg 1913.
- Über den Kämpfen. Zeitgedichte eines Neutralen. 6. Aufl. Worré-Mertens, Luxemburg 1915.
- In der Abendsonne. Zwiegesang. Hansen VG, Saarlouis 1935 (früherer Titel: Mariensommer. Ein Büchlein Lieder).

Sachbücher
- Die Dichter der luxemburgischen Mundart. Literarische Unterhaltungen. 2. Aufl. Verlag Schroell, Luxemburg 1906.
- Hohe Sonnentage. Ein Ferienbuch aus der Provence und Tunesien. Kösel Verlag, München 1909.
- Jóusè Roumanille. Leben und Werke. Diekirch 1898/99[2].
- Frederi Mistral. Der Dichter der Provence. Elwert Verlag, Marburg/Lahn 1899.
- Theodor Aubanel. Ein provenzalischer Sänger der Schönheit. Elwert Verlag, Marburg/Lahn 1902[3].
- Geschichte der französischen Literatur. 3. Aufl. Verlag Kösel & Pustet, München 1928.
- Das Luxemburgische und sein Schrifttum. Neuaufl. Soupert, Luxemburg 1938.
- Mundartliche und hochdeutsche Dichtung in Luxemburg. Ein Beitrag zur Geistes- und Kulturgeschichte des Großherzogtums. St.-Paulus-Druckerei, Luxemburg 1929.

Theater
- Siegfried und Melusina. Dramatisierte Volkssage in drei Abtheilungen. Concordia DVA, Berlin 1900.
- Die Söhne des Öslings. Ein Bauerndrama aus der Zeit der französischen Revolution in fünf Aufzügen. 4. Aufl. St.-Paulus-Druckerei, Luxemburg 1928.
- Der Abtrünnige. Eine Komödie der Treue. 2. Aufl. Soupert, Luxemburg 1916.
- Prof. Forster. Ein Trauerspiel in fünf Aufzügen. Literaturanstalt Austria, Wien 1908.
- Adlers Aufflug. Drama. 1905[4].
- Lene Frank. Ein Lehrerinnendrama (Lëtzeburer Bibliothek; Bd. 3). CELL, Luxemburg 1990 (Nachdr. d. Ausg. Wien 1906).
- Mansfeld. Ein Schicksalsspiel in vier Akten. Verlag Schroell, Diekirch 1912.
- Der Wurm. Ein Überrumpelungsspiel.
- Dantes Kaiser. Geschichtliches Charakterspiel in fünf Aufzügen. Müller Verlag, München 1922.
- Griselinde. Ein Schauspiel in drei Aufzügen und vier Bildern. Linden & Hansen Verlag, Luxemburg 1918 (Musik von Alfred Kowalsky).
- Grossmama. Die Tragödie einer Seele; Drama in einem Aufzug.
- Die Braut oder das Mädchen von Grevenmacher. Drama.
- Goethes Husar. Aus seinem „Dichtung und Wahrheit“ in drei Aufzügen. Linden & Hansen Verlag, Luxemburg 1932.

Werkausgabe
- Gesammelte Werke. Westermann Verlag, Braunschweig 1925/26 (5 Bände).

### Als Herausgeber
- Franz Bergg (1866–1913). Ein Proletarierleben. Neuer Frankfurter Verlag, Frankfurt/M. 1913.
- Michel Rodange: Dem Grow Sigfrid seng Goldkuommer. Komëdesteck a fünf Acten. Linden & Hansen, Luxemburg 1929 (nebst einer literargeschichtlichen Einführung durch den Herausgeber).